# Robert Gordon (musicien)
Pour les articles homonymes, voir Robert Gordon et Gordon.
Robert Gordon, né le 29 mars 1947 à Washington et mort le 18 octobre 2022 à Manhattan, est un chanteur américain dont les genres musicaux vont du rock 'n' roll à la country et au rockabilly. 
Il participe au renouveau du rockabilly dans les années 1970 en reprenant des adaptations  des œuvres de Johnny Burnette, Billy Lee Riley, Eddie Cochran, Gene Vincent, Sanford Clark, Jack Scott, Elvis Presley, Bill Haley, Conway Twitty. Il se présente aux côtés d'autres artistes comme les Stray Cats, mais n'arrive pas à s'imposer face à cette vague qui a assuré la fortune de ses successeurs.

## Biographie

### Débuts
Robert Gordon est né Washington le 29 mars 1947 et grandit à Bethesda, banlieue de Washington. À l'âge de 15 ans, il chante dans une formation The Confidentials un morceau de Jackie Wilson, Lonely Teardrops. Ce groupe change ensuite de nom pour devenir The Newports. Gordon se marie à l'âge de 19 ans. De cette union naissent deux garçons : Jesse et Anthony, ce dernier meurt subitement en janvier 1998. La perte de son fils est un véritable choc pour Robert Gordon. En 1970, la famille déménage à New York où elle ouvre un magasin de vêtements. Au milieu des années 1970, Robert Gordon divorce et revient à la musique.

### Carrière
Ex-chanteur du groupe punk et rock 'n' roll new-yorkais Tuff Darts (premier album, Sire en 1978 sans lui) signe d'abord pour le label de Blondie, Private Stock, Robert Gordon est aussi produit par Richard Gottehrer qui lui présente Link Wray. Ils réalisent ensemble les deux premiers 30 cm de Gordon, accompagné par les WildCATS, puis partent en tournée. Robert Gordon est un inconditionnel du rock'n'roll et choisit soigneusement ses reprises. Il développe un jeu de scène qui est proche des chanteurs de rockabilly des fifties. En 1978, il engage Matthew Murphy, frère d'Elliott Murphy, comme manager. En pleine vague Punk, Robert Gordon s'allie avec Link Wray en remettant au goût du jour le rockabilly grâce à des adaptations des œuvres de Billy Lee Riley, Eddie Cochran, Gene Vincent, Sanford Clark, Jack Scott, Elvis Presley, Bill Haley, Conway Twitty, etc. Il adopte le style cheveux gominés et banane. Dans les années quatre-vingt, il écume les clubs et les salles aux quatre coins de la planète, ce qui lui permet de se faire une certaine renommée auprès des amateurs de rockabilly et de rock'n'roll.

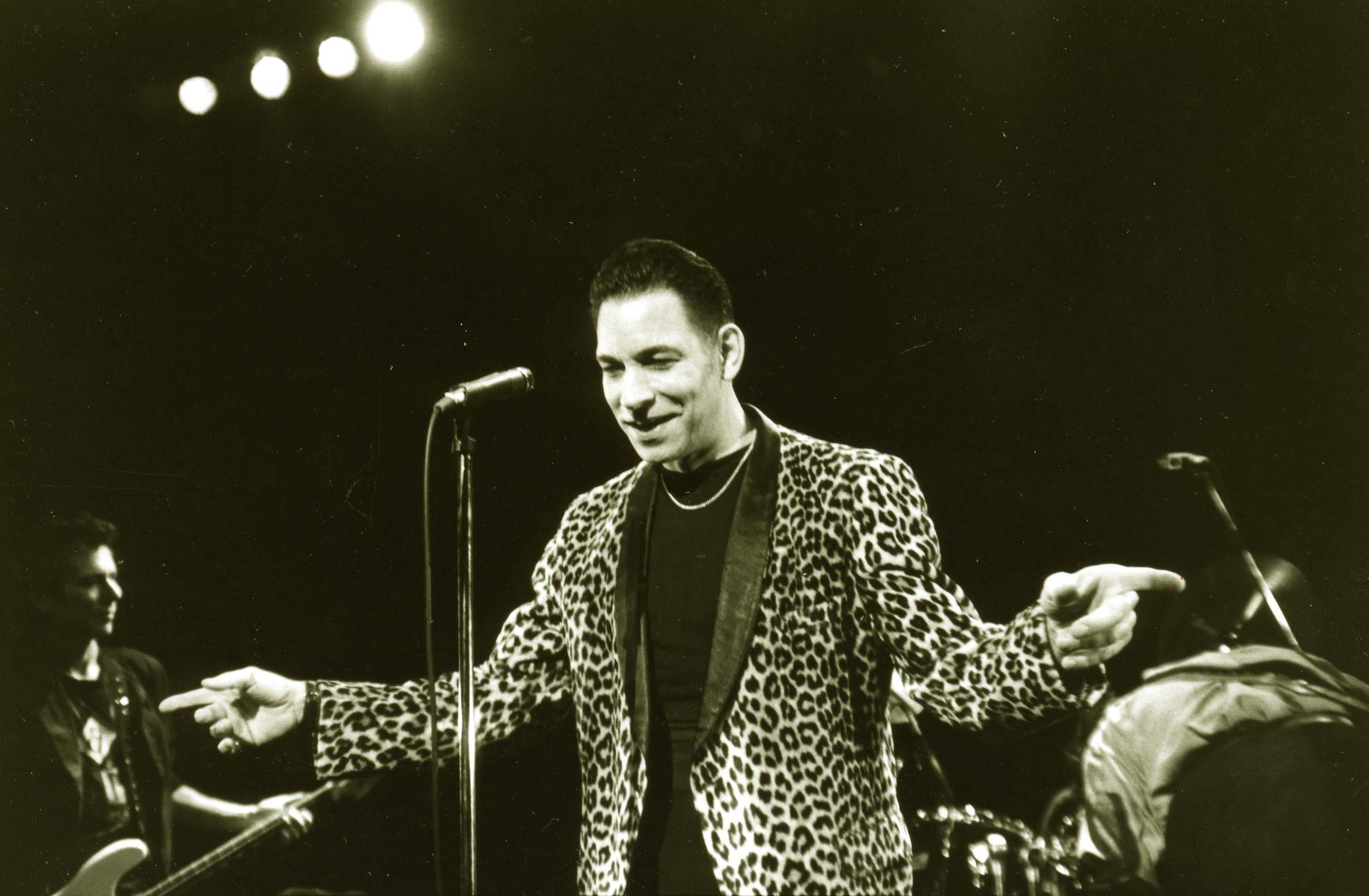
Robert Gordon en concert avec Chris Spedding au Japon en 1993.

Sa carrière avec Link Wray (créateur de Rumble en 1958), s'accommode mal et ne correspond pas au style Rockabilly dont il se sépare. Il est remplacé par Chris Spedding, un guitariste britannique. En 1978 il produit l'album Fresh Fish Special où figure une composition de Bruce Springsteen Fire accompagné au piano par ce dernier. En novembre 1979, il enregistre à New York une composition de Johnny Burnette, Rock Billy Boogie qui rencontre un succès en Europe en compagnie des Wildcat. Les critiques sont généralement élogieux. L'album suivant sorti en 1980 Bad Boy est un échec.
En 1982, il participe au film The Loveless aux côtés de Willem Dafoe.

## Discographie

### Albums
- Robert Gordon & Link Wray (Private Stock, 1977)
- Fresh Fish Special (Private Stock, 1978)
- Rock Billy Boogie (RCA, 1979)
- Bad Boy (RCA, 1980)
- Are You Gonna Be the One (RCA, 1981)
- Too Fast To Live, Too Young To Die (RCA, 1982)
- Greetings from New York City (New Rose, 1991)
- All for the Love of Rock 'N' Roll (Viceroy, 1994)
- Black Slacks (Bear Family, 1994)
- Lost Album Plus (Bear Family, 1998)
- Satisfied Mind (Jungle, 2004)
- Rock Billy Boogie: RCA Years (2007)